# NGC 1112
NGC 1112 este o intermediate spiral galaxy⁠(d) situată în constelația Hidra. A fost descoperită în 2 decembrie 1863 de către Albert Marth. Se află la o distanță de 112,45 megaparseci de Pământ.